# Bosque de Arenberg
La Trouée d'Arenberg (el Bosque de Arenberg, en su traducción al español; también conocido como Tranchée —trinchera— d'Arenberg o Trouée de Wallers-Arenberg), es un tramo de carretera adoquinada de 2 400 metros conocida por albergar, tradicionalmente el segundo domingo de abril, a la París-Roubaix, el tercero de los cinco monumentos del ciclismo.
El Bosque de Arenberg se incluyó por primera vez en la edición de 1968, ganada por el belga Eddy Merckx. Desde entonces, ha estado presente en todas las ediciones salvo la de 2005, por inundaciones en el tramo, y el periodo entre 1974 y 1983, cerrado por la Oficina Nacional de Bosques.
Pese a no tener un gran peso histórico en la carrera, Arenberg es considerado como el emblema y la esencia de la carrera París-Roubaix, conocida como «El Infierno del Norte». Está situado próximo a la ciudad minera de Arenberg, al noroeste de Wallers, comuna de la región de Alta Francia, en Francia.
La Asociación de Amigos de la París-Roubaix (Amis de Paris-Roubaix), creada en 1977, se encarga, entre otros sectores, de su mantenimiento y mejora.

## Historia

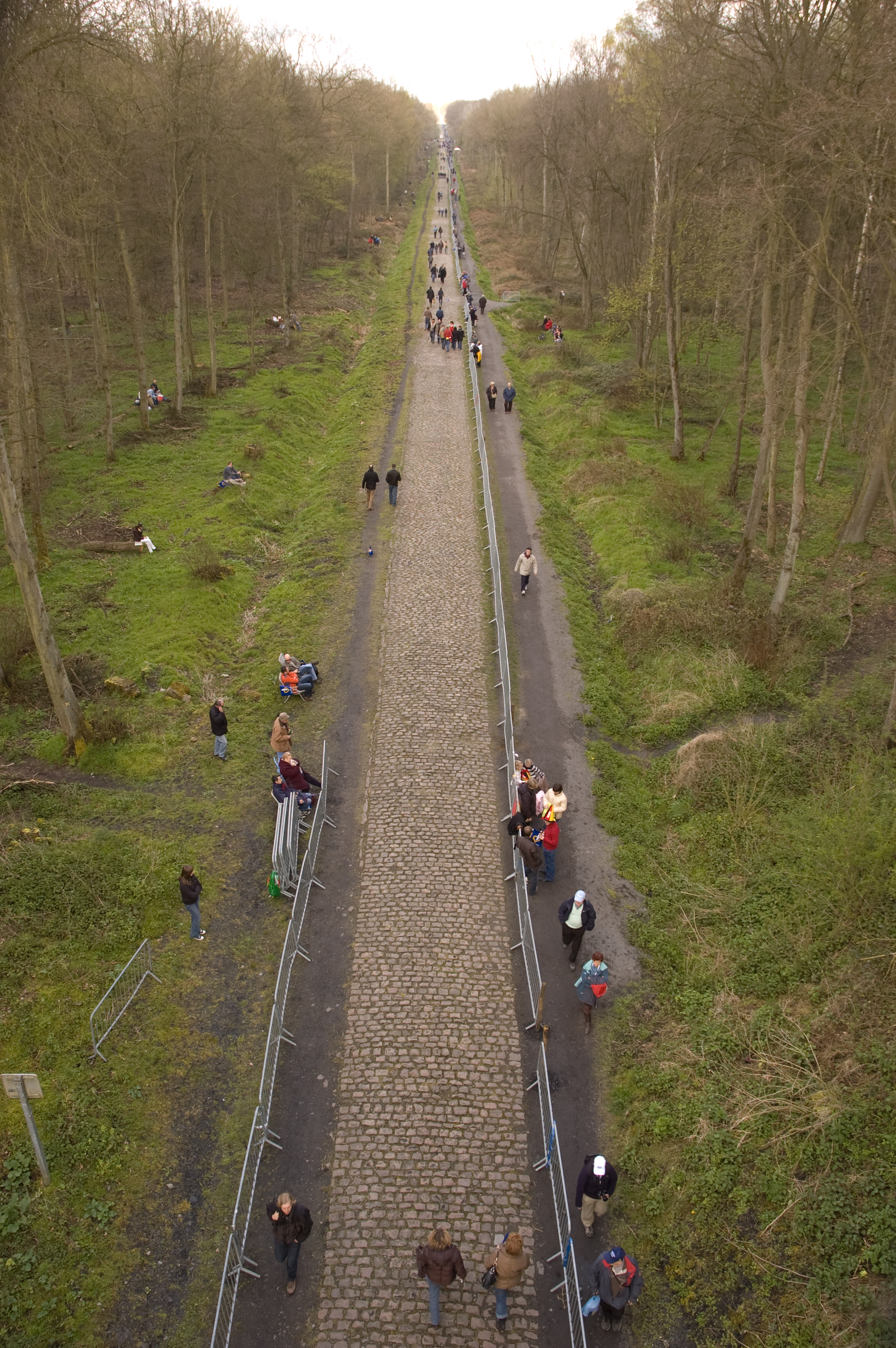
Plano picado del Bosque de Arenberg.

### Construcción e inclusión en la ruta de la París-Roubaix
El Bosque de Arenberg fue construido en la época de Napoleón Bonaparte, a principios del siglo XIX. Los orígenes de la inclusión del tramo adoquinado de la Trouée en la París-Roubaix datan de la década de 1960. El auge del automóvil durante la etapa de la posguerra provocó que los organismos, tanto gubernamentales como municipales, quisieran renovar a toda costa las carreteras arcaicas y pavimentadas, sustituyéndolas por el macadán, construidas con grava comprimida cuyo nombre proviene de su inventor, el ingeniero escocés John Loudon McAdam.
En 1965, de los 265,5 kilómetros de «El Infierno del Norte», sólo 22 seguían adoquinados. El punto de inflexión llegó dos años después, en 1967, cuando Jan Janssen se impuso en Roubaix al esprint en un grupo de más de quince corredores. Debido a la falta de dificultades en el trazado, la selección entre los mejores no pudo producirse. Por ello, Jacques Goddet, director de la carrera, pidió a Albert Bouvet, ciclista de ruta recientemente retirado y nombrado diseñador del recorrido, que buscara nuevos sectores adoquinados.

«Goddet estaba lívido. A pesar de que fue un final emocionante, no pudo comprender que una carrera así se decidiera por un sprint. Como resultado, le pidió a Albert Bouvet que buscara nuevos sectores de adoquines, incluso si eso significaba cambiar por completo el itinerario de la carrera»
Pascal Sergent, historiador de ciclismo

| «Debo ser el único ciclista que haya pasado por debajo y por encima de este puente», bromeaba Stablinski a menudo |

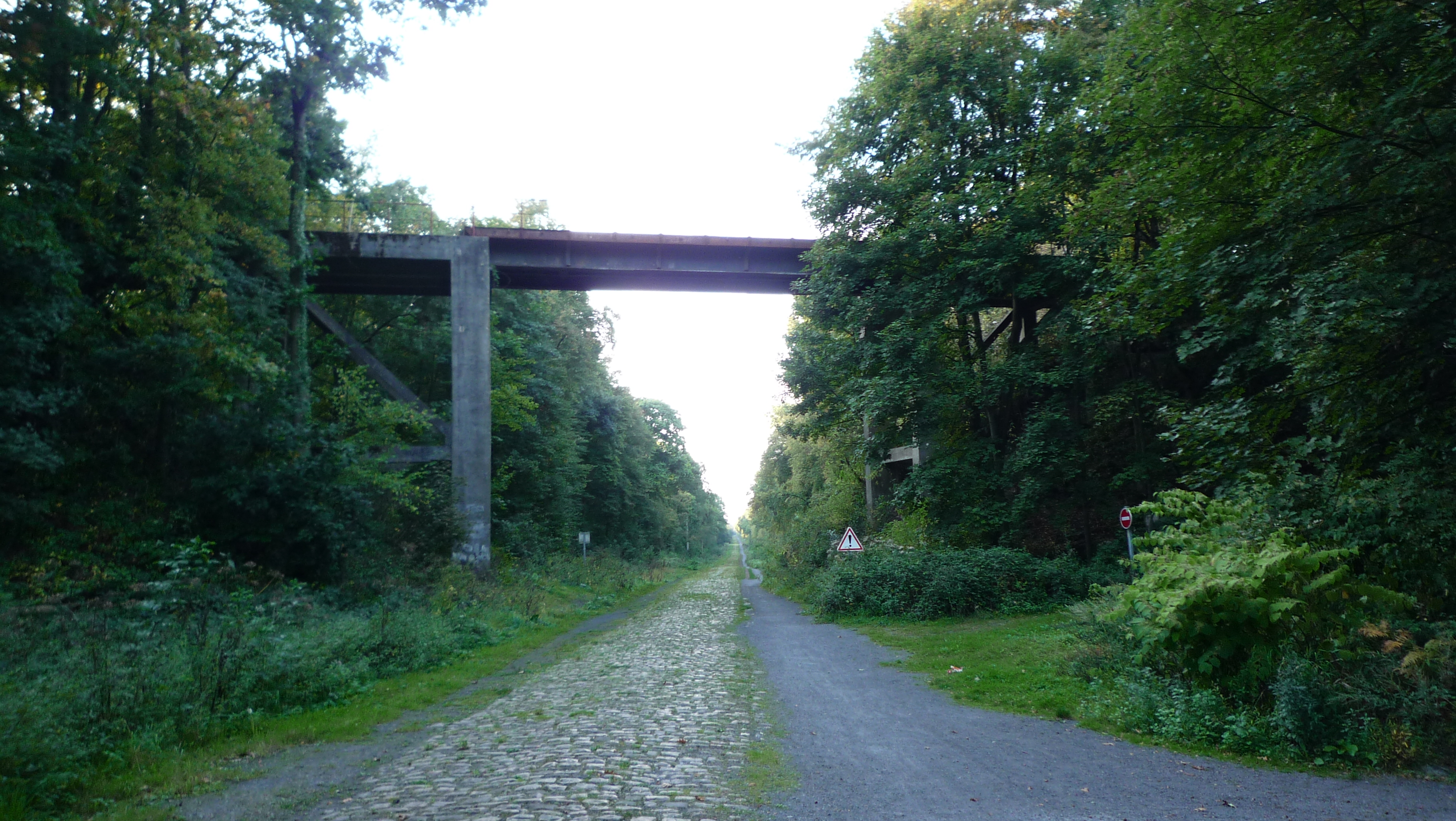
Puente de la mina de Fosse d'Arenberg que atraviesa el Bosque de Arenberg.

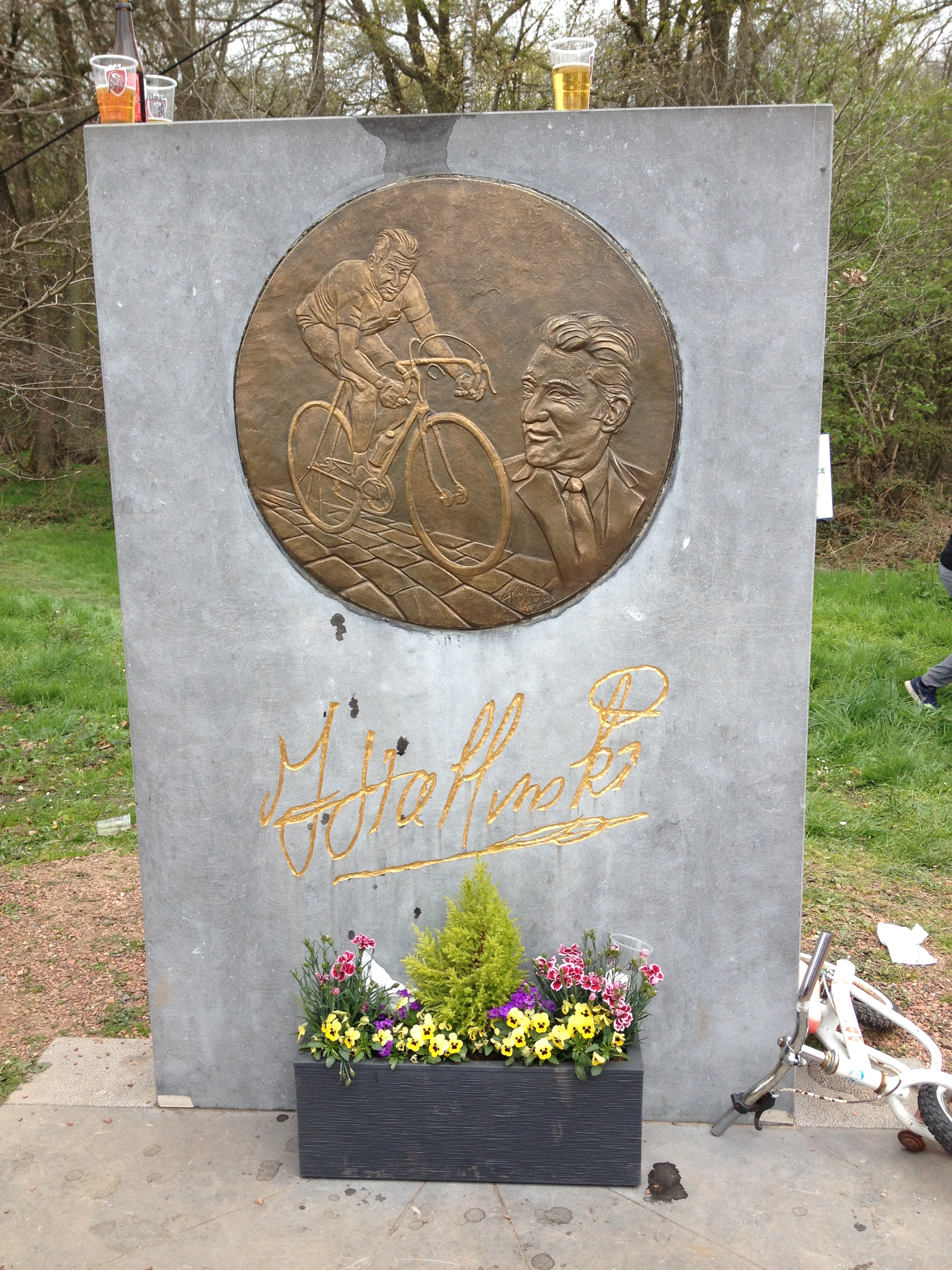
Monumento en honor a Jean Stablinksi, a la entrada del tramo.

Albert Bouvet se puso en contacto con el exciclista Jean Stablinski, ganador de la Vuelta a España de 1958 y el Campeonato del Mundo de Ciclismo en Ruta de 1962. Stablinski, originario de Norte-Paso de Calais (posteriormente fusionado con Picardía bajo el nombre de Alta Francia), la región por la que transcurre la carrera, fue solicitado por Bouvet para encontrar nuevos sectores adoquinados.  Antes de convertirse en profesional del ciclismo, Stablinski trabajó en la mina de carbón Fosse d'Arenberg, que cerró en 1989, cerca del bosque de Raismes-Saint-Amand-Wallers, por lo que conocía bien la zona. Stablinski, dada su experiencia, recomendó a Bouvet el tramo adoquinado de la Trouée.
Después de ver el tramo, el emblemático director del Tour de Francia y de L'Equipe, Jacques Goddet, no estaba muy convencido sobre la inclusión del tramo en la ruta ya que pensaba que no era posible que los ciclistas pasaran por allí debido a su peligrosidad y dificultad. Tras un largo debate con Bouvet y Stablinski, Goddet finalmente aceptó incluir el tramo en la París-Roubaix.
Introducido en 1968, el sector se retiró del curso en 1974, regresando para siempre en 1983. Por la degradación del tramo, Arenberg tuvo que excluirse del recorrido en la edición de 2005 para realizar trabajos en un tramo de 200 metros que excedía los límites de la seguridad. Las autoridades públicas regionales y locales se gastaron 250.000 euros en la reforma del sector.
Por la contribución de Jean Stablinski a la París-Roubaix , el 7 de abril de 2008, un año después de su muerte (22 de julio de 2007), se inauguró un monumento en su memoria, erigido a la entrada de la Trouée d'Arenberg, a la izquierda de la carretera.

## Descripción

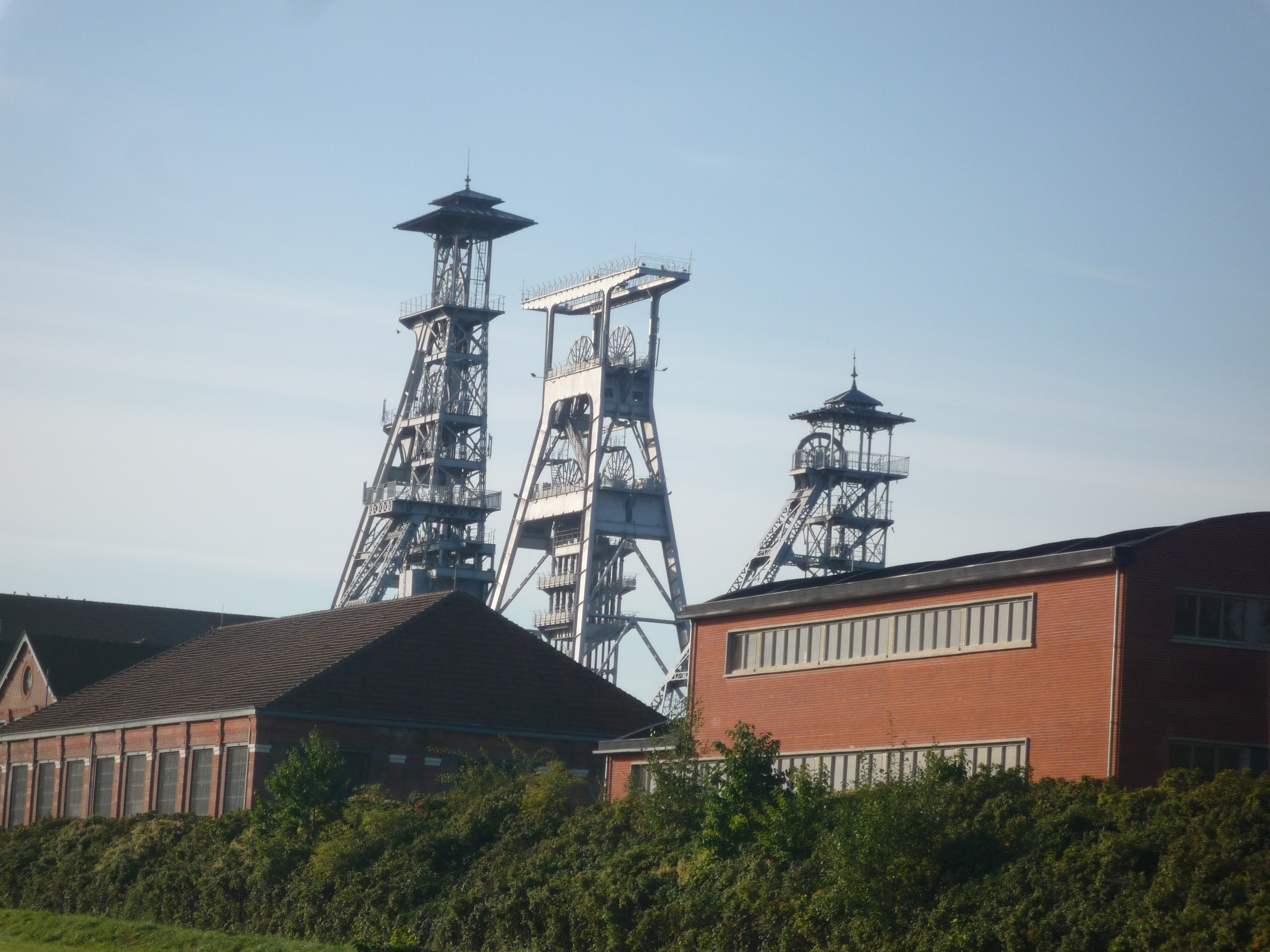
La Fosse d'Arenberg, situada escasamente a unos centenares de metros del tramo homónimo.

### Nombre original
Su nombre oficial, tal como se indica en los mapas, es la Drève des Boules de Hérin.

«No la llamábamos de ninguna manera. Fueron los periodistas que hicieron evolucionar el término a lo largo de los años»
Pascal Sergent, historiador de ciclismo

### Ficha técnica
- Longitud: 2400 metros
- Dificultad: 5 estrellas ()
- Sector: 19-18 aprox. (95,5 km de meta aprox.)

El Bosque de Arenberg, de 2 400 metros y un desnivel negativo de 6 metros, cuenta con 5 estrellas, máxima dificultad en los tramos adoquinados de la París-Roubaix. Solo la Trouée d'Arenberg, Mons-en-Pévèle y Carrefour de l'Arbre ostentan este rango. A pesar de su gran distancia hasta el velódromo de Roubaix —95,5 km aproximadamente—, suele ser un sector decisivo en el porvenir de la carrera.

### Características

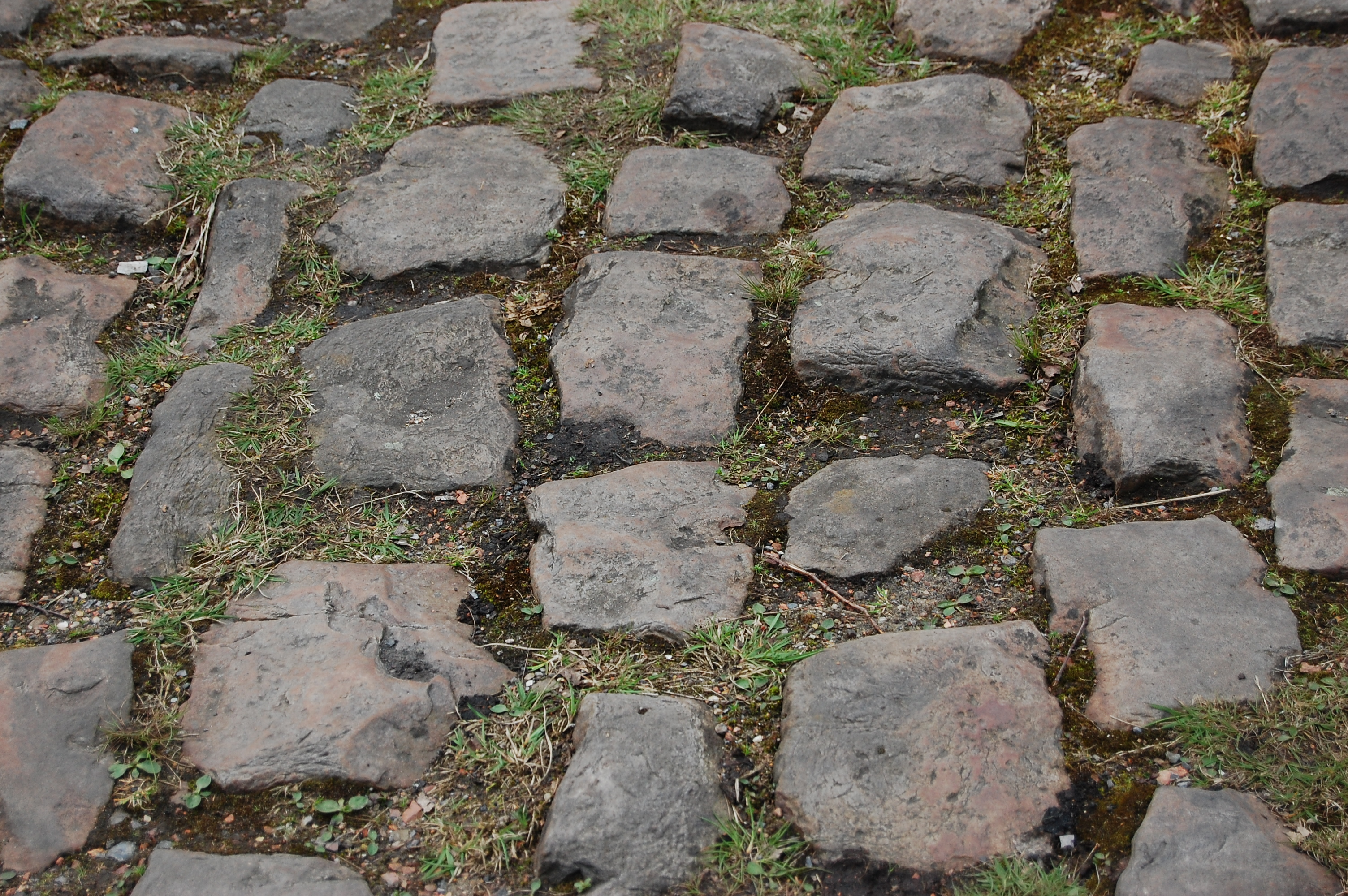
Adoquinado de Arenberg.

François Doulcier, presidente de la Asociación de Amigos de la París-Roubaix describe que Arenberg, «objetivamente, es el tramo con el peor adoquinado»:

- 1. El perfil: «La superficie de rodadura no es plana, es irregular y está abombada. Los adoquines están mal tallados. El término técnico exacto es abujardado. Cuando se fabricaron los adoquines, según la calidad de corte deseada, se cortaba más o menos la banda de rodadura. Esta, tiene el corte más irregular que pueda existir».

- 2. El grosor de las juntas: «Arenberg, es uno de los tramos de la carrera donde el grosor de las juntas entre filas de adoquines es el más grande. Cuanto más gruesas son las juntas, más resalta el efecto del borde. Si los adoquines están muy juntos, es más liso. Aquí, las juntas son más anchas y acentúan el efecto de borde».

- 3. La colocación: «Además de estar deformados, están mal colocados. Independientemente del grosor de las juntas, cuando comparamos una fila de adoquines con otra, existe como mínimo una diferencia de 1 o 1,5 cm. Es en cierta medida como subir una micro-acera».

Debido al extremado de la superficie de Arenberg, muchos corredores evitaban el adoquinado trascurriendo por los bordes de barro o incluso por detrás de los espectadores que presenciaban la carrera. Por ello, en los años 90, se decidió poner vallas, que hoy en día siguen utilizándose, para obligar a ciclistas trascurrir sobre el pavimento.

##### Infortunios
Las peculiares características que presentan los adoquines del Bosque de Arenberg, sumado al desnivel negativo que presenta y al nerviosismo que se produce en los kilómetros previos a su entrada por la disputa de una buena colocación entre corredores, que llegan a alcanzar velocidades de hasta 60km/h, hacen que sea un tramo peligroso, propenso a pinchazos y a caídas, destacando históricamente la del belga Johan Museeuw y el francés Philippe Gaumont.

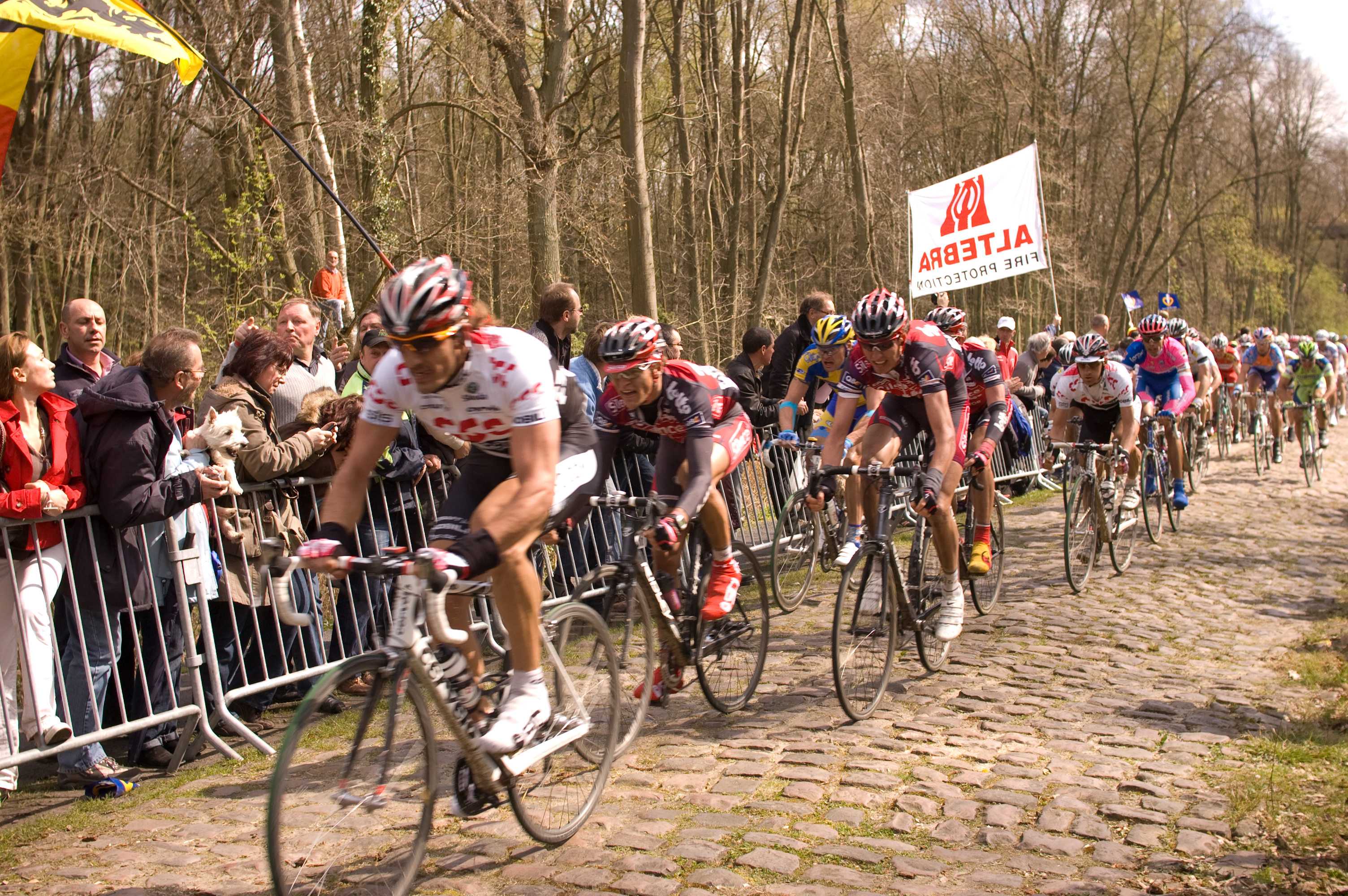
El pelotón pasando por el Bosque de Arenberg en la París-Roubaix de 2008.

En la edición de 1998, Johan Museeuw, que partía de Compiègne —ciudad donde se inicia la carrera— como uno de los máximos favoritos para ganar la París-Roubaix después de conseguir tres victorias de prestigio —E3 Harelbeke, A Través de Flandes y el Tour de Flandes— durante la semana flamenca de ciclismo, se fracturó la rótula izquierda en cuatro partes en Arenberg, estando a punto de sufrir la amputación de la pierna a causa de la gangrena. Debido a la grave caída sufrida por el belga, la organización invirtió, al año siguiente, el orden de entrada en el tramo para evitar el desnivel negativo con el objeto de reducir la alta velocidad a la que se accedía al Bosque, aunque sin éxito y volviendo a su entrada clásica en la edición del año 2000, que fue ganada por el propio Johan Museeuw, quien dos años más tarde, en 2002, conseguiría su tercera y última victoria en la «clásica de las clásicas». 

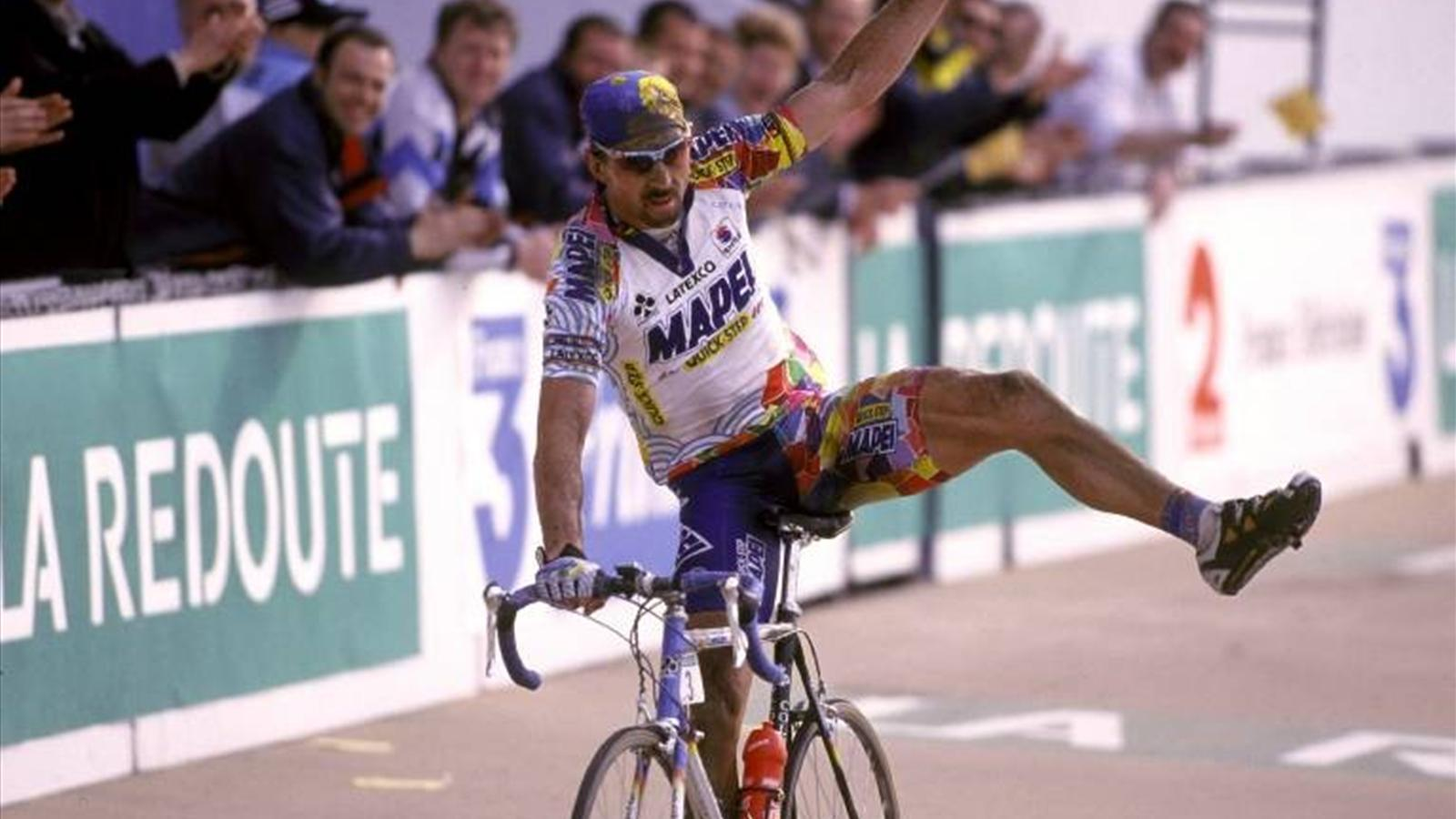
Johan Museeuw señalándose, en la línea de meta de la París-Roubaix del año 2000, la rodilla que se fracturó dos años antes en el Bosque de Arenberg.

En el año 2001, Gaumont se fisuró el fémur de la pierna derecha después de estrellarse contra los adoquines en la parte inicial del tramo.

«Si hubiera habido un accidente en 1968 como el de Museeuw o Gaumont, la Trouée habría desaparecido del recorrido al año siguiente»
Pascal Sergent, historiador de ciclismo

Más recientemente, otro incidente a destacar es el del ciclista australiano Mitch Docker, en 2016, cuando por culpa de un choque colectivo en el tramo se cayó de bruces al suelo, perdiendo varios dientes y necesitando cirugía para reparar las diversas fracturas sufridas en la cara —nariz, pómulos— a causa de la colisión.

## Videoteca
- «El Bosque de Arenberg»